# Rhythm of Love (album)
Pour les articles homonymes, voir Rhythm of Love.
Albums de Anita Baker
Compositions
(1990) The Best of Anita Baker
(2002)
Rhythm of Love est le cinquième album studio de la chanteuse Anita Baker. Sorti en 1994, l'album atteignit la seconde place du classement Billboard 200 et la première place du classement Billboard Top R&B/Hip-Hop Albums Top R&B/Hip-Hop Albums. Il fut certifié double disque de platine portant ainsi à 4 le nombre de disques de platine de Baker.
Le premier single de l'album, "Body and Soul", permit à Baker d'atteindre de nouveau la première place du Top 40, chose qui ne lui était pas arrivée depuis 1988.
Baker reçut aussi en 1995 le Grammy Award de la Meilleure Performance Vocale R&B Féminine pour I Apologize. Body And Soul fut nommé en 1995 aux Grammy Awards dans la catégorie Meilleure Performance Vocale R&B Féminine et Meilleure Chanson R&B et Rhythm of Love fut nommé dans la catégorie Meilleur Album R&B.

## Liste des titres
1. "Rhythm of Love"
2. The Look of Love
3. "Body and Soul"
4. "Baby"
5. "I Apologize"
6. "Plenty of Room"
7. "It's Been You"
8. "You Belong To Me"
9. "Wrong Man"
10. "Only For A While"
11. "Sometimes I Wonder Why"
12. "My Funny Valentine"

## Personnel
- Anita Baker - Chant, Piano, Synthétiseur
- Michael Thompson, Dean Parks, Ira Siegel - Guitare
- Barry J. Eastmond - Cordes, Piano, Fender Rhodes, Claviers, Programmation
- Joe Mardin - Cordes, Claviers, Batterie, Programmation
- Andy Snitzer - Saxophone
- Jerry Hey - Tropette
- Luis Resto - Piano, Fender Rhodes, Synthétiseur, Programmation
- Nathan East, Anthony Jackson - Guitare basse
- Steve Ferrone - Batterie
- Bashiri Johnson - Percussions
- Gordon Chambers - Chœurs

Producteurs - Anita Baker, Tommy LiPuma, Gerard Smerek, Barry J. Eastmond, Arif Mardin 
 Engineers - Gerard Smerek, Al Schmitt, Randy Poole